# 2004 في روسيا
فيما يلي قوائم الأحداث التي وقعت خلال عام 2004 في روسيا.

## أحداث
- 1 سبتمبر – أزمة رهائن مدرسة بسلان

## سياسة

### انتهاء فترة المنصب
- 1 يناير – ميخائيل كاسيانوف رئيس وزراء روسيا.

## أفلام
من الأفلام التي صدرت هذه السنة في روسيا:
- 1 يناير – المجند من إخراج كلشاد عمروفا [الإنجليزية]‏.

## كتب
من الكتب التي صدرت هذه السنة في روسيا:
- 1 يناير – روسيا بوتين من تأليف آنا بوليتكوفسكايا.

## وفيات

### مارس
- 12 مارس – سولفي سايمو (مواليد 1914) سياسية فنلندية.

### أغسطس
- 22 أغسطس – كونستانيتن أسييف (مواليد 1960) لاعب شطرنج روسي.

### نوفمبر
- 17 نوفمبر – ألكسندر راغولين (مواليد 1941)

### ديسمبر
- 14 ديسمبر – أليكسي كورنييف (مواليد 1939) لاعب كرة قدم روسي.
- 28 ديسمبر – تسفي تسور (مواليد 1923) سياسي إسرائيلي.